# BAFL Development League 2019
La BAFL Development League 2019 è stata  il campionato di football americano di terzo livello, organizzato dalla BAFL.

## Squadre partecipanti
| Club                    | Città     | Stadio | Sponsor ufficiale | Risultato nella stagione 2018 |
| ----------------------- | --------- | ------ | ----------------- | ----------------------------- |
| Brussels Black Angels 2 | Bruxelles |        |                   |                               |
| COF Atomics             | Amay      |        |                   |                               |
| Soumagne Raptors        | Soumagne  |        |                   |                               |
| Verviers Mustangs       | Verviers  |        |                   |                               |

## Stagione regolare

### Calendario

#### 1ª giornata
| Verviers 2 marzo 2019, ore 16:00 | Brussels Black Angels 2 | 20 – 0 | Soumagne Raptors |  |

| Verviers 2 marzo 2019, ore 19:00 | COF Atomics | 0 – 25 (a tavolino) | Verviers Mustangs |  |

#### 2ª giornata
| Soumagne 9 marzo 2019, ore 12:00 | Verviers Mustangs | - – - (annullata) | Brussels Black Angels 2 |  |

| Soumagne 9 marzo 2019, ore 15:00 | COF Atomics | - – - (annullata) | Soumagne Raptors |  |

#### 3ª giornata
| Verviers 23 marzo 2019, ore 16:00 | COF Atomics | 8 – 50 | Brussels Black Angels 2 |  |

| Verviers 23 marzo 2019, ore 19:00 | Soumagne Raptors | 0 – 48 | Verviers Mustangs |  |

#### 4ª giornata
| 30 marzo 2019 | Brussels Black Angels 2 | - – - (annullata) | Soumagne Raptors |  |

| 30 marzo 2019 | Verviers Mustangs | 25 – 0 (a tavolino) | COF Atomics |  |

#### 5ª giornata
| Verviers 13 aprile 2019, ore 16:00 | Brussels Black Angels 2 | 44 – 6 | COF Atomics |  |

| Verviers 13 aprile 2019, ore 19:00 | Soumagne Raptors | 0 – 40 | Verviers Mustangs |  |

#### 6ª giornata
| Berchem-Sainte-Agathe 27 aprile 2019, ore 12:00 | Soumagne Raptors | 25 – 0 (a tavolino) | COF Atomics |  |

| Berchem-Sainte-Agathe 27 aprile 2019, ore 15:00 | Verviers Mustangs | 14 – 14 | Brussels Black Angels 2 |  |

#### 7ª giornata
| Soumagne 4 maggio 2019, ore 12:00 | Brussels Black Angels 2 | 8 – 32 | Verviers Mustangs |  |

| Soumagne 4 maggio 2019, ore 15:00 | COF Atomics | 0 – 25 (a tavolino) | Soumagne Raptors |  |

#### 8ª giornata
| Berchem-Sainte-Agathe 11 maggio 2019, ore 12:00 | COF Atomics | 0 – 25 (a tavolino) | Verviers Mustangs |  |

| Berchem-Sainte-Agathe 11 maggio 2019, ore 15:00 | Soumagne Raptors | 7 – 42 | Brussels Black Angels 2 |  |

#### 9ª giornata
| 25 maggio 2019 | Verviers Mustangs | - – - (annullata) | Soumagne Raptors |  |

| 25 maggio 2019 | Brussels Black Angels 2 | - – - (annullata) | COF Atomics |  |

### Classifica
La classifica della regular season è la seguente:
- PCT = percentuale di vittorie, G = partite giocate, V = partite vinte,  P = partite perse, PF = punti fatti, PS = punti subiti

| Pos. | Squadra                 | PCT  | G | V | N | P | PF  | PS  |
| ---- | ----------------------- | ---- | - | - | - | - | --- | --- |
| 1    | Verviers Mustangs       | .917 | 6 | 5 | 1 | 0 | 184 | 22  |
| 2    | Brussels Black Angels 2 | .750 | 6 | 4 | 1 | 1 | 178 | 67  |
| 3    | Soumagne Raptors        | .333 | 6 | 2 | 0 | 4 | 57  | 150 |
| 4    | COF Atomics             | .000 | 6 | 0 | 0 | 6 | 14  | 194 |

## Verdetti
- Verviers Mustangs promossi in BAFL National Division